# The Pearls
The Pearls was een Brits meidenduo uit Liverpool, bestaande uit Lyn Cornell en Ann Simmons.

## Geschiedenis
Cornell en Simmons waren oorspronkelijk lid van The Vernons Girls en met steun van producer Phil Swern formeerden ze The Pearls in 1972. Na hun tijd met The Vernons werd Cornell, die verkeerde met Adam Faith, solozangeres en had ze een bescheiden succes met Never on a Sunday en de kerstsong The Angel and the Stranger. Cornells opname van Never on a Sunday uit 1960 plaatste zich in de Britse singlehitlijst (#30).
De eerste opnamen van The Pearls waren coverversies van Third Finger, Left Hand (B-kant  van de hitsingle Jimmy Mack van Martha Reeves & the Vandellas) en You Came, You Saw, You Conquered van The Ronettes. Deze platen werden uitgebracht door Bell Records. Hoe dan ook, de zang op de eerste single van The Pearls werd niet ten gehore gebracht door Cornell en Simmons, maar door het duo Sue & Sunny, die zongen op Third Finger, Left Hand als aangegeven op het compilatiealbum van The Pearls. Sue & Sunny konden The Pearls niet ontmoeten na het uitbrengen van de plaat, omdat ze eerdere contractuele verplichtingen hadden. Er werden in totaal zeven singles uitgebracht bij Bell Records.
De oorspronkelijke songs waren onder andere Let's Make Love Again, Doctor Love en Wizard of Love, alhoewel deze allen de hitlijsten misten. Ze hadden meer succes met Guilty, dat zich in 1974 in de Britse top 10 plaatste. Hun eerdere niet uitgebrachte cover Bye Bye Love van The Everly Brothers verscheen op hun compilatiealbum A String of Pearls.
In 1975 wisselden The Pearls naar Private Stock Records en brachten daar drie singles uit in de volgende twee jaren. De eerste Lead Us Not into Temptation was een originele song, maar de volgende twee waren covers. The Cheater was een populair nummer in het northern soul-circuit en hun laatste single voor Private Stock was een discoversie van I'll See You in My Dreams, die in de Verenigde Staten ook werd uitgebracht als 10" D.J. single.
Cornell en Simmons waren ook sessie- en achtergrondzangeressen, als beschreven in de albumnotities van hun compilatiealbum. Ze behoorden in verschillende fasen van hun carrière bij andere bands. Cornell was solozangeres die voorheen behoorde bij The Vernons Girls en daarna ook lid was van The Breakaways, The Ladybirds, The Chucks, The Carefrees en The Raindrops. Ze zong en toerde ook met het orkest van James Last tijdens de gehele tijd dat ze lid was van The Pearls. Simmons die voorheen ook bij de The Vernons Girls behoorde, was tijdens haar carrière ook lid van The Redmond Twins, The Breakaways en The Ladybirds.

## Privéleven
Cornell trouwde met de sessiemuzikant en drummer Andy White, die drumde op de albumversie van de eerste hit Love Me Do van The Beatles. Cornell en White scheidden later en Cornell woont nu in Londen.

## Discografie

### Singles
- 1972:	Third Finger Left Hand / Little Lady Love Me (Bell)
- 1972:	You Came, You Saw, You Conquered / Sing Out To Me (Bell)
- 1973:	You Are Everything / She Say He Say (Bell)
- 1973:	Yo Yo / Deeper In Love With You (Bell)
- 1974:	Guilty / I'll Say It Over Again (Bell)
- 1974:	Wizard of Love / Playing Around (Bell)
- 1975:	Doctor Love / Pass It On (Bell)
- 1975:	Lead Us Not Into Temptation / Love Sensation (Private Stock)
- 1975:	The Cheater / I'm Gonna Steal Your Heart Away (Private Stock)
- 1976:	I'll See You in My Dreams / Pearly (Private Stock)
- 1976:	Let's Make Love Again / We Can Make It Baby (Handkerchief)
- 1978:	Double Trouble / One In The Eye For Love (Ebony)

### Albums
- 2005: A String of Pearls (cd (Rev-Ola Records)